# أولاد الحاج عبد السلام (اللوتا بور 2)
أولاد الحاج عبد السلام هو دُوَّار يقع بجماعة أولاد حسون حمري، إقليم الرحامنة، جهة مراكش آسفي في المملكة المغربية. ينتمي الدوّار لمشيخة اللوتا بور 2 التي تضم 26 دوار. يقدر عدد سكانه بـ 50 نسمة حسب الإحصاء الرسمي للسكان والسكنى لسنة 2004.

## روابط خارجية
- البوابة الوطنية للجماعات الترابية
- المندوبية السامية للتخطيط